# Стела д'Оро (Пјаченца)
Стела д'Оро је насеље у Италији у округу Пјаченца, региону Емилија-Ромања.
Према процени из 2011. у насељу је живело 12 становника. Насеље се налази на надморској висини од 241 м.